# Las Vegas Bandits
I Las Vegas Bandits sono stati una società di pallacanestro statunitense con sede a Las Vegas, nel Nevada.
Fondati nel 1999, con il nome di Las Vegas Silver Bandits, hanno partecipato al primo campionato della IBL, e al secondo cambiando il nome in Las Vegas Bandits. Fallirono durante la stagione, il 13 marzo 2001, con un record di 20-11.

## Stagioni
| Stagione | Lega | Denominazione            | V  | P  | %    | Piazzamento | Play-off   |
| -------- | ---- | ------------------------ | -- | -- | ---- | ----------- | ---------- |
| 1999-00  | IBL  | Las Vegas Silver Bandits | 37 | 27 | 57,8 | 3º          | Semifinale |
| 2000-01  | IBL  | Las Vegas Bandits        | 20 | 11 | 64,5 | 2º          | -          |